# Hyphoporus bengalensis
Hyphoporus bengalensis är en skalbaggsart som beskrevs av Severin 1890. Hyphoporus bengalensis ingår i släktet Hyphoporus och familjen dykare. Inga underarter finns listade i Catalogue of Life.